# دائرة سيدي امحمد
دائرة سيدي امحمد إحدى دوائر الجزائر التابعة لولاية الجزائر. عاصمتها هي سيدي امحمد و تضم بلديات سيدي امحمد و المدنية و المرادية و الجزائر الوسطى. سميت تيمنا بقائدها سيدي امحمد

## الساحل البحري
تمتاز هذه الدائرة العاصمية بساحل متوسطي طوله بعض الكيلومترات.
ويطل أو يرتبط ساحل هذه الدائرة بخليج الجزائر ذي الحركية الكبيرة السياحية والتجارية.
كما تحتضن هذه الدائرة العديد من الشواطئ البحرية.

## شخصيات
- سيدي أمحمد بوقبرين
- موسى الحاج
- الأمير خالد الجزائري

## مواضيع ذات صلة
- تاريخ ولاية الجزائر
- دوائر ولاية الجزائر
- بلديات ولاية الجزائر